# NGC 6774
NGC 6774 (другие обозначения — Рупрехт 147, Ruprecht 147, OCL 65) — рассеянное скопление в созвездии Стрелец. Оно находится на расстоянии около 962 световых лет от Солнца. Этот объект входит в число перечисленных в оригинальной редакции «Нового общего каталога».

## История наблюдений
Несмотря на свои потенциально интересные для науки характеристики, оно практически не изучалось астрономами вплоть до 2000-х годов. Фактически, все упоминания о нём в научной литературе сводятся к различным каталогам. NGC 6774 было открыто Джоном Гершелем в 1830 году. Он описал его как «очень большое беспорядочное пространство, заполненное несвязанными звёздами» (англ. «a very large straggling space full of loose stars»). В 1863 году Гершель присвоил ему наименование GC 4481. С тех пор скопление получило различные обозначения: NGC 6774, OCL 65, Lund 883 и Ruprecht 147 (R 147). На некоторых картах оно даже указывалось как астеризм, а не как полноценное скопление. Работая над каталогом 2000 года Tycho-2, астрономы выделили в скоплении 33 звезды со схожим собственным движением. Затем, на основании двух измерений параллакса, полученных телескопом Hipparcos, было определено расстояние до звёзд HIP 94635 (280 ± 79 пк) и HIP 94803 (267 ± 74 пк). Таким образом, среднее расстояние до NGC 6774 определили в 250 парсек или 815 световых лет. Позднее расстояние было уточнено до 300 парсек, а также выверены возраст и количество членов скопления. В 2017 году впервые был открыт коричневый карлик у звезды EPIC 219388192, принадлежащей NGC 6774. В 2018 у звезды K2-231 была обнаружена первая экзопланета, известная в скоплении.

## Характеристики
NGC 6774 принадлежит к многочисленным рассеянным скоплениям нашей Галактики. Его можно наблюдать с помощью бинокля в конце лета в созвездии Стрелец. Это самое старое скопление, расположенное близко к Солнечной системе. Его возраст оценивается приблизительно в 3 миллиарда лет. Оно состоит из около 150 звёзд, среди которых присутствуют красные гиганты,  голубые бродяги и спектрально-двойные звёзды. По совокупности характеристик NGC 6774 очень похоже на другое рассеянное скопление — NGC 7762. Их главное различие — место расположения в Галактике. NGC 6774 находится на расстоянии 300 пк от Солнечной системы в созвездии Стрелец, а NGC 7762 — на расстоянии 900 пк в созвездии Цефей.